# A New Lease on Christmas
 (juillet 2025).
Motif : Un téléfilm de Noël dont la plupart des acteur.ices n'ont pas d'article, pas d'article en anglais, un seul article lié (le réalisateur), sources uniquement issues de bases de données
- Archive Wikiwix
- Bing
- Cairn
- DuckDuckGo
- E. Universalis
- Gallica
- Google
- G. Books
- G. News
- G. Scholar
- Persée
- Qwant
- (zh) Baidu
- (ru) Yandex
- (wd) trouver des œuvres sur Wikidata

| 1. | Préciser le motif de la pose du bandeau. | Précisez le motif de la pose du bandeau en utilisant la syntaxe suivante : {{admissibilité à vérifier\|date=juillet 2025\|motif=remplacez ce texte par le motif}}                             |
| 2. | Informer les utilisateurs concernés.     | Pensez à avertir le créateur de l'article, par exemple, en insérant le code ci-dessous sur sa page de discussion : {{subst:avertissement admissibilité à vérifier\|A New Lease on Christmas}} |

Pour plus de détails, voir Fiche technique et Distribution.
A New Lease on Christmas est un téléfilm américain réalisé par Leigh Scott, avec Claire Coffee et George Stults, sorti en 2021.

## Synopsis
Becky, une agent immobilier célibataire, est embauchée par le père de son colocataire pour expulser de son magasin Jake, le propriétaire d’un café, mais elle tombe amoureuse de lui et hésite à remplir sa mission. Le Père Noël qui fait sonner sa cloche à l’extérieur du café sait beaucoup trop de choses sur les gens, comme s'il n'était pas un homme ordinaire. Pourrait-il être le vrai Père Noël ?

## Distribution
- Claire Coffee : Becky
- George Stults : Jake[2]
- Jerry E England : Santa Claus
- Elizabeth Friedman : Nicky
- Paige Laviolette : Payton
- Austin Parsons : George Miller
- Paul Wilson : Robert
- Vincent De Paul : Dr. Henry Franks[3]
- Ruby Jane Friedman : Jenny
- Josh Aldridge : Francis
- Sean-Michael Argo : Theo
- Angelle Bourgois : Tara
- Alayna Cannon : Hôtesse
- Courtney Dickens : Susan
- Alyssa Dufren : Jackie
- Kate Durio : Anne
- Hannah Gilly : Rebekah
- Daniel Hager : James[1]

## Production
Le film est sorti le 12 décembre 2021, aux États-Unis, son pays d’origine.